# Илија Бадовинац
Илија Бадовинац (Росалнице, код Метлике, 21. август 1917 — Р. Топлице, код Цеља, 12. фебруар 1944), учесник Народноослободилачке борбе и народни херој Југославије.

## Биографија
Рођен је 21. августа 1917. године у селу Росалнице, код Метлике. Његова породица се овде доселила 1902. године из Жумберка.
Пре Другог светског рата је бавио земљорадњом.
Учесник Народноослободилачке борбе и члан Комунистичке партије Југославије (КПЈ) је од 1942. године.
Погинуо је као командант Првог батаљона Друге словеначке ударне бригаде „Љубо Шерцер“, 12. фебруара 1944. године у борби са Немцима приликом преласка пута Римске Топлице-Јурклошер, код села Луковец.
Указом Президијума Народне скупштине Федеративне Народне Републике Југославије, 20. децембра 1951. године, проглашен је за народног хероја.